# Vidarebosättning
Vidarebosättning är ett system för kollektiv överföring av flyktingar eller andra skyddsbehövande från vanligtvis flyktingläger till ett asylland, där landet ifråga bestämmer hur många personer som ska tas emot genom att fastställa en flyktingkvot. En kvotflykting är en person som inom ramen för flyktingkvoten kommer till ett land genom detta system.
De flyktingar som oftast avses med begreppet är de som hanteras via FN:s flyktingorgan (UNHCR) och deras program för vidarebosättning. Begreppet vidarebosättning syftar på att flyktingarna överförs till ett tredje land, vilket innebär ett annat land än det de inledningsvis flytt till ("andra landet").

## Statistik
2017 föreslog UNHCR drygt 75 100 flyktingar för vidarebosättning till tredje land. De främsta ursprungsländerna för dessa var Syrien (37 300), Kongo-Kinshasa (12 900), Myanmar (5 300) och Irak (3 000). Samma år överfördes över 65 000 personer till tredje land med UNHCR:s bistånd. Dessa lämnade huvudsakligen Turkiet (14 900), Libanon (12 600), Jordanien (5 000), Nepal (4 300) och Kenya (4 100).
De senaste årens siffror före föreslagna respektive genomförda vidarebosättningar har varit:
- 2017: 75 188 respektive 65 109
- 2016: 163 206 respektive 126 291
- 2015: 134 044 respektive 81 891
- 2014: 103 890 respektive 73 608

Minskningen mellan 2016 och 2017 beror i första hand på ett minskat mottagande från USA.
Endast en mindre antal länder deltar i UNHCR:s program för vidarebosättning. 2017 angavs att de senaste årens främsta mottagarländer hade varit USA, följt av Kanada, Australien och de nordiska länderna. Ett annat land som från 2015 åtagit sig att öka sin mottagning är Storbritannien.

## Sverige

### Historik
Flyktingkvotsystemet infördes i Sverige 1950. Kvoten bestäms av regeringen budgetårsvis. Landet tog emot 1900 kvotflyktingar per år under åren 2011-2016..
Ett ökat mottagandet av kvotflyktingar ingick i den migrationspolitiska uppgörelsen hösten 2015 och inleddes 2017 då Sverige tog emot 3400 kvotflyktingar. Under 2018 planerades antalet att öka med ytterligare 1600 till 5000.. Sverige hade i början av 2020 det största kvotflytingmottagandet per capita, och låg på fjärde plats i absoluta tal, efter USA, Kanada och Tyskland.

### Uttagningen i Sverige
För att bli uttagen på den svenska flyktingkvoten och erbjuden vidarebosättning till Sverige, måste man vara registrerad hos UNHCR. UNHCR bedömer vilka personer som är i  behov av vidarebosättning till ett nytt hemland. De presenterar dem sedan för något av de cirka 27 länder i världen - varav Sverige är ett - som tar emot kvotflyktingar.
UNHCR presenterar de flyktingar som behöver vidarebosättas genom att skicka över personakter med dokumentation om varje enskild flykting till Migrationsverket. Ofta räcker det underlaget för att Migrationsverket ska kunna pröva om flykting- eller skyddsskälen är i överensstämmelse med den svenska utlänningslagen.

### Inför överföringen till Sverige
När en kvotflykting fått tillstånd att komma till Sverige ska Migrationsverket hitta en lämplig kommun där personen kan bo. Kvotflyktingar reser direkt till sin nya hemkommun och deras inresa är därför beroende av att boende och mottagande är ordnat. Kvotflyktingarnas familjesammansättning, språk, ålder, utbildning, hälsotillstånd, arbetslivserfarenhet och liknande har betydelse för kommunplaceringen. Det är kommunerna som avgör om de kan ta emot eller inte.